# Домброва-Дужа (Мазовецьке воєводство)
Домброва-Дужа (пол. Dąbrowa Duża) — село в Польщі, у гміні Хинув Груєцького повіту Мазовецького воєводства.
Населення — 124 особи (2011).
У 1975-1998 роках село належало до Радомського воєводства.

## Демографія
Демографічна структура станом на 31 березня 2011 року:
|          | Загалом | Допрацездатний вік | Працездатний вік | Постпрацездатний вік |
| -------- | ------- | ------------------ | ---------------- | -------------------- |
| Чоловіки | 61      | 11                 | 47               | 3                    |
| Жінки    | 63      | 17                 | 32               | 14                   |
| Разом    | 124     | 28                 | 79               | 17                   |